# 白顶蜂鸟
白顶蜂鸟（学名：Microchera albocoronata），是雨燕目蜂鸟科的一种鸟类。
白顶蜂鸟体重约2.7克，翼长约40.6毫米，嘴峰长约14.4毫米，喙宽度约1.6毫米，喙厚度约1.5毫米，跗蹠长约4.4毫米，尾长约22.4毫米。白顶蜂鸟在其分布区内为留鸟，其栖息在密集的高大树木组成的森林中，食性为草食性，主要食物来源是植物的花蜜。

## 亚种
- ：分布于洪都拉斯南部至哥斯达黎加南部的加勒比海沿岸。
- ：分布于巴拿马中西部的大西洋和太平洋沿岸。[4]